# Fernando Videira
Fernando Henrique Marques Videira (n. 1928) é um político português. Ocupou o cargo de Ministro da Indústria no V Governo Constitucional

## Funções governamentais exercidas
- V Governo Constitucional
  - Ministro da Indústria